# Luxembourg aux Jeux olympiques d'été de 1980
Le Luxembourg  participe aux Jeux olympiques d'été de 1980 à Moscou du 19 juillet au 3 août 1980. Il s'agit de sa 15e participation à des Jeux olympiques d'été.

## Athlétisme
Le Luxembourg aligne Lucien Faber (lb) aux épreuves d'athlétisme.

## Tir
Le Luxembourg est représenté dans les compétitions de tir par Roland Jacoby (lb).

## Tir à l'arc
André Braun (lb) participe au tir à l'arc.